# Alberto Junior Rodríguez
Alberto Junior Rodríguez Valdelomar (* 31. März 1984 in Lima) ist ein ehemaliger peruanischer Fußballspieler.

## Internationale Einsätze
Rodríguez trat für die Peruanische Fußballnationalmannschaft unter anderem bei der Südamerika-Qualifikation für die Fußball-Weltmeisterschaft 2006 und bei der Copa América 2007 an, als Peru das Viertelfinale erreichte. Er stand außerdem im Aufgebot Perus für die Fußballweltmeisterschaft 2018, bei der Peru nach zwei 0:1-Niederlagen gegen Dänemark und Frankreich und einem 2:0-Sieg gegen Australien als Dritter der Gruppe C in der Gruppenphase ausschied. Rodríguez absolvierte die ersten beiden Spiele. 

## Palmarès
- Peruanische Meisterschaft 2002 und 2005 mit Sporting Cristal
- Portugiesischer Vizemeister 2010 mit Sporting Braga